# Becquerelia cymosa
Becquerelia cymosa är en halvgräsart som beskrevs av Adolphe-Théodore Brongniart. Becquerelia cymosa ingår i släktet Becquerelia och familjen halvgräs. Inga underarter finns listade i Catalogue of Life.

## Bildgalleri

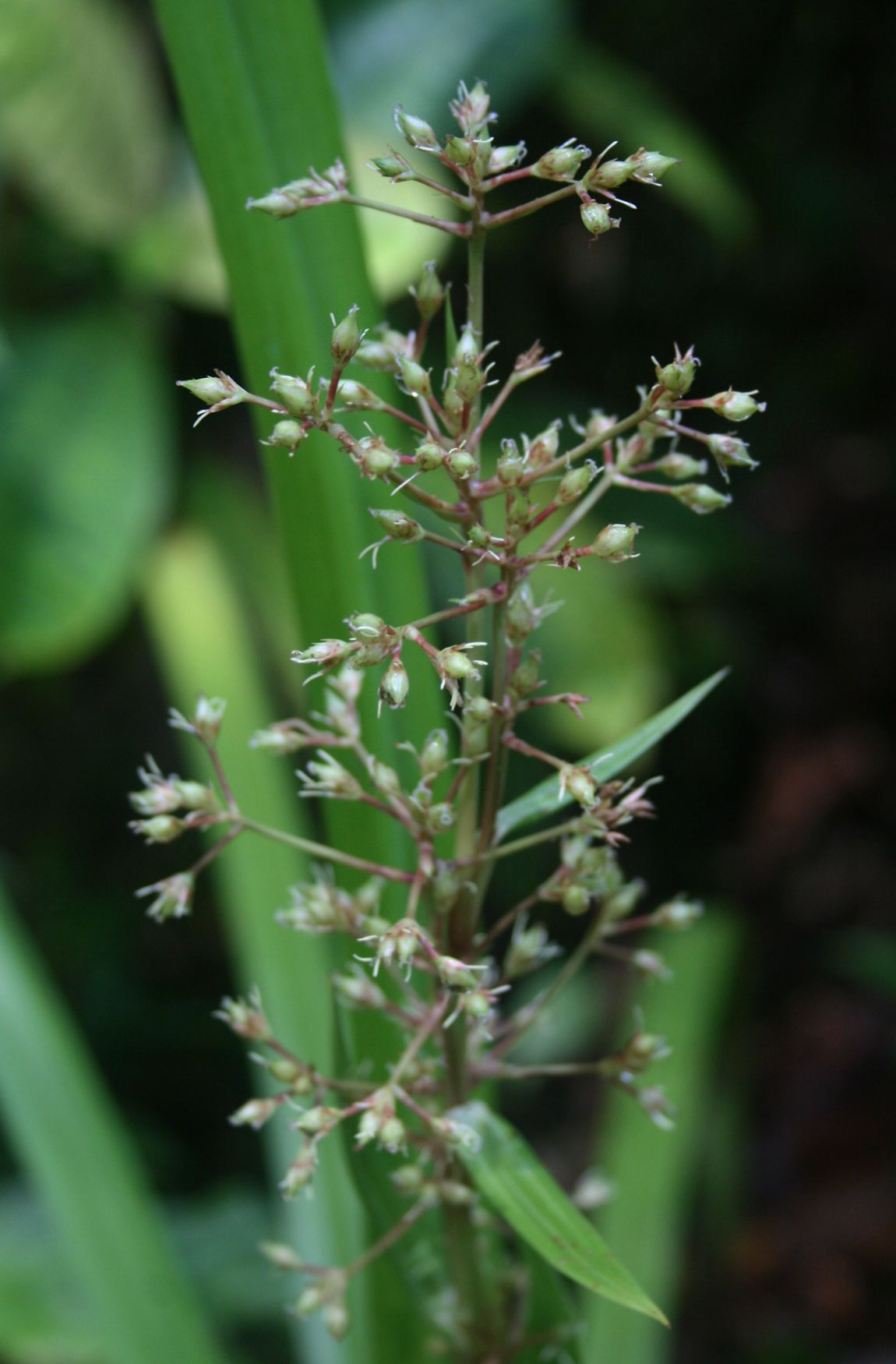